# گانگشانگ، هبئی
گانگشانگ، هبئی (به لاتین: Gangshang) یک شهرک در جمهوری خلق چین است که در بخش گائوچنگ واقع شده‌است. گانگشانگ ۶۴ متر بالاتر از سطح دریا واقع شده‌است.